# Campeonato Carioca de Basquete Feminino
O Campeonato Carioca de Basquete Feminino é uma competição de basquetebol realizada desde 1952, entre diversos times de basquete feminino do estado do Rio de Janeiro. Atualmente é chamado de Campeonato Estadual Feminino de Basquete do Rio de Janeiro e é organizado pela Federação de Basquetebol do Estado do Rio de Janeiro.
Em 2014, a Federação reeditou o Torneio Rio de Janeiro Adulto Feminino e foi ganho pelo Instituto Mangueira do Futuro, que ganhou novamente em 2015 e 2016, sagrando-se tricampeã. Sua última edição havia sido disputada no ano de 2010, também com vitória do Instituto. Este torneio já existiu com vários nomes, sendo o mais famoso Copa Eugênia Borer de Basquete, entre 1991 e 2003.  Em 2016, não houve campeonato estadual devido a falta de interesse de no mínimo três equipes filiadas em participar. Em contrapartida foi realizado um torneio aberto, onde uma equipe não filiada pode participar, denominado de Copa FBERJ, onde o Instituto Mangueira do Futuro também se sagrou como campeão. Em 2017 nenhuma competição de campeonato estadual (base ou adulto) foi realizada, apenas torneios abertos em homenagem à menina Maria Eduarda Alves da Conceição. Essas competições foram chamadas de Copa Duda Alves.

## Campeões Adulto

### Títulos por clubes
| Clube                                  | Total |
| -------------------------------------- | ----- |
| Botafogo FR                            | 7     |
| Fluminense FC                          | 6     |
| Canto do Rio FC                        | 4     |
| CR Flamengo                            | 3     |
| CR Vasco da Gama                       | 3     |
| America Football Club (Rio de Janeiro) | 3     |
| Niterói BC                             | 3     |
| Nova Friburgo BC                       | 3     |
| Instituto Mangueira do Futuro          | 2     |
| Olaria AC                              | 2     |
| Clube Atlético Castelo Branco          | 2     |
| Automóvel Clube Fluminense             | 1     |
| GE Quintino Bocaiuva                   | 1     |
| Bola Laranja Basquetebol Clube         | 1     |
| Liga Teresopolitana de Desportos       | 1     |

### Títulos controversos
O título de 1972 do Municipal aparecia nos relatórios da FBERJ até o ano de 2001., enquanto o título de 1980 do Canto do Rio só apareceu a partir do relatório de 2005 O motivo da retirada do primeiro foi porque se tratou de um torneio adulto em que o Clube Municipal se sagrou campeão e o Olaria Atlético Clube vice-campeão. Já o segundo, não foi explicado o motivo da inclusão, sendo provavelmente uma retificação. O título de 1976 do Olaria apareceu como se fosse 1977 a partir do relatório de 2005, mas no próprio relatório de 1977 consta que o campeonato foi suspenso, sem um vencedor. A Federação de Basquetebol do Estado do Rio de Janeiro costuma publicar no final de cada ano em suas notas oficiais, um relatório de campeões trazendo dados de toda a história dos campeonatos por ela organizados.

## Outros torneios estaduais

### Copa Eugenia Borer
A Copa Eugenia Borer Adulto Feminino foi uma tradicional competição de preparação para o tradicional Campeonato Estadual Adulto de Basquete Feminino do Rio de Janeiro.
| Ano  | Campeão                     |
| ---- | --------------------------- |
| 1991 | Centro Cívico Leopoldinense |
| 1992 | Automóvel Clube Fluminense  |
| 1993 | Botafogo Futebol e Regatas  |
| 1994 | Niterói BC                  |
| 1995 | Botafogo Futebol e Regatas  |
| 1996 | Botafogo Futebol e Regatas  |
| 1997 | CR Flamengo                 |
| 1998 | Bola Laranja BC             |
| 1999 | Nova Friburgo BC            |
| 2000 | Nova Friburgo BC            |
| 2001 | Vasco da Gama               |
| 2002 | não houve                   |
| 2003 | Vasco da Gama               |

### Rio Open
| Ano  | Campeão      |
| ---- | ------------ |
| 2005 | São Gonçalo  |
| 2006 | Nictheroy BA |

### Copa Alzira Amaral
| Ano  | Campeão          |
| ---- | ---------------- |
| 1997 | Nova Friburgo BC |
| 2008 | Mangueira        |

### Torneio Rio de Janeiro Adulto Feminino
| Ano  | Campeão         |
| ---- | --------------- |
| 2010 | Mangueira       |
| 2014 | Mangueira       |
| 2015 | Mangueira       |
| 2016 | Mangueira       |
| 2019 | All Basket Team |

## Categorias de Base

### Campeões Estaduais Juvenil - Atualmente Sub-19
| Clube                                  | Total | Anos dos campeonatos                            |
| -------------------------------------- | ----- | ----------------------------------------------- |
| Instituto Mangueira do Futuro          | 8     | 2003; 2008; 2009; 2010; 2012; 2013; 2014 e 2015 |
| Canto do Rio FC                        | 7     | 1975; 1976; 1977; 1978; 1979; 1980 e 1983       |
| CR Flamengo                            | 6     | 1962; 1964; 1996; 1997; 1998 e 1999             |
| America Football Club (Rio de Janeiro) | 5     | 1960; 1984; 1985; 1986 e 1988                   |
| CR Vasco da Gama                       | 4     | 1982; 2000; 2001 e 2002                         |
| Botafogo FR                            | 3     | 1963; 1965 e 2011                               |
| Fluminense FC                          | 2     | 2006 e 2007                                     |
| Grajaú Country Club                    | 2     | 1995 e 2004                                     |
| Olaria AC                              | 1     | 1972                                            |
| CR Icaraí                              | 1     | 1990                                            |

### Campeões Estaduais Infanto-Juvenil - Atualmente Sub-17
| Clube                         | Total | Anos dos campeonatos                      |
| ----------------------------- | ----- | ----------------------------------------- |
| Instituto Mangueira do Futuro | 7     | 2008; 2010; 2011; 2012, 2013, 2014 e 2015 |
| CR Vasco da Gama              | 4     | 2000; 2001; 2002 e 2003                   |
| Grajaú Country Club           | 4     | 1994; 1995; 1999 e 2004                   |
| Botafogo FR                   | 3     | 2006; 2007 e 2009                         |
| CR Flamengo                   | 2     | 1996 e 1997                               |
| Fluminense FC                 | 1     | 2005                                      |
| Barra da Tijuca BC            | 1     | 1998                                      |
| Club Municipal                | 1     | 2016                                      |

### Campeões Estaduais Infantil - Atualmente Sub-15
| Clube                         | Total | Anos dos campeonatos                                        |
| ----------------------------- | ----- | ----------------------------------------------------------- |
| Instituto Mangueira do Futuro | 10    | 2000; 2001; 2004; 2008; 2009; 2010; 2011; 2012; 2013 e 2015 |
| Botafogo FR                   | 3     | 2006; 2007 e 2014                                           |
| Grajaú Country Club           | 2     | 1998 e 2002                                                 |
| Tijuca TC                     | 2     | 2003 e 2005                                                 |
| CR Flamengo                   | 2     | 1995 e 1999                                                 |
| Barra da Tijuca BC            | 1     | 1997                                                        |
| Akxe SSC                      | 1     | 1996                                                        |
| Club Municipal                | 1     | 2016                                                        |

### Campeões Estaduais Mirim - Atualmente Sub-13
| Clube                         | Total | Anos dos campeonatos                                  |
| ----------------------------- | ----- | ----------------------------------------------------- |
| Instituto Mangueira do Futuro | 9     | 1998; 1999; 2001; 2009; 2010; 2012; 2013; 2014 e 2015 |
| Botafogo FR                   | 5     | 2003, 2004; 2005; 2006 e 2011                         |
| Grajaú Country Club           | 3     | 1993; 1995 e 1996                                     |
| CR Flamengo                   | 2     | 1997 e 2000                                           |
| Fluminense FC                 | 1     | 2007                                                  |
| Tijuca TC                     | 1     | 2002                                                  |
| VemSer/Sociedade Germânia     | 1     | 2008                                                  |
| CB Barra da Tijuca            | 1     | 1994                                                  |